# Smederij Lage Vuursche
De Smederij van Lage Vuursche aan de Dorpsstraat 15 is een gemeentelijk monument in de plaats Lage Vuursche in de Nederlandse provincie Utrecht. Het is onderdeel van een van rijkswege beschermd dorpsgezicht.
Het gepleisterde huis zonder verdieping heeft een zadeldak. Het gebouw dateert uit het begin van de 19e eeuw en is vastgebouwd aan het huis Dorpsstraat 13. De eerste smid in het In het jaar 1854, om precies te zijn, op 4 oktober, kwam de eerste Vervat naar de Lage Vuursche om een smidse te beginnen. Piet Vervat werd op 4 oktober 1854 de eerste smid van het pand. Hij woonde er met zijn vrouw Mietje de Bonneville. Later zou hun zoon Geurt de smederij overnemen. Op een uithangbord staat te lezen Anno 1854 smederij G. Vervat. Het gebouw heeft in het midden een topgevel. Op de begane grond zijn drie vensters, op de verdieping twee vensters. In het rechter deel zijn twee inrijdeuren gemaakt. Dit deel van de smederij heeft een rieten dak.
Het verpauperde gebouw stond anno 2014 al jaren leeg, doordat de gemaakte bouwplannen niet binnen het bestemmingsplan vielen en niet de goedkeuring van de dorpscommissie kregen..
Het gebouw werd gerenoveerd tot een appartementencomplex na meer dan 20 jaar leeg te hebben gestaan. De voorgevel is bij de renovatie behouden gebleven. Door deze ingrijpende verbouwing verloor het gebouw haar status van rijksmonument en werd een gemeentelijk monument.